# Sphex subhyalinus
Sphex subhyalinus är en biart som beskrevs av W. Fox 1899. Sphex subhyalinus ingår i släktet Sphex och familjen grävsteklar. Inga underarter finns listade i Catalogue of Life.